# Helina setipostitibia
Helina setipostitibia este o specie de muște din genul Helina, familia Muscidae, descrisă de Wang, Xue și Zhang în anul 2004. Conform Catalogue of Life specia Helina setipostitibia nu are subspecii cunoscute.